# Orthopristis lethopristis
Orthopristis lethopristis är en fiskart som beskrevs av Jordan och Fesler, 1889. Orthopristis lethopristis ingår i släktet Orthopristis och familjen Haemulidae. IUCN kategoriserar arten globalt som otillräckligt studerad. Inga underarter finns listade i Catalogue of Life.